# Fuerzas Populares de Liberación Farabundo Martí
Las Fuerzas Populares de Liberación Farabundo Martí (FPL) fue una organización político militar de El Salvador; el más antiguo de los cinco grupos armados que conformaron en 1980, el Frente Farabundo Martí para la Liberación Nacional (FMLN).
Las FPL comenzaron a aumentar su base social realizando trabajo político entre los campesinos de la zona norte y paracentral de El Salvador y entre los estudiantes universitarios. En 1975, se creó un frente de masas, el Bloque Popular Revolucionario (BPR) que agrupaba a las organizaciones campesinas y sindicatos afines a las FPL.

## Historia
El origen de las FPL está en una corriente interna del Partido Comunista Salvadoreño (PCS), que a finales de la década de los 60 propuso la opción de la lucha armada como el mejor método para enfrentar a la dictadura militar. Las FPL se fundaron el 1 de abril de 1970. Entre sus fundadores estaban el dirigente obrero Salvador Cayetano Carpio que fue considerado máximo líder de la organización, la dirigente del sindicato docente, Mélida Anaya Montes; y los dirigentes universitarios Clara Elizabeth Ramírez y Felipe Peña   . Durante la década de los años 70, las FPL crecieron progresivamente hasta llegar a ser la mayor organización armada de izquierda.
Las FPL comenzaron a aumentar su base social realizando trabajo político entre los campesinos de la zona norte y paracentral de El Salvador y entre los estudiantes universitarios. En 1975, se creó un frente de masas, el Bloque Popular Revolucionario (BPR) que agrupaba a las organizaciones campesinas y sindicatos afines a las FPL. El principal órgano de difusión del grupo fue "El Rebelde", comenzando su tiraje en 1972, hasta el año de 1983. De manera paralela estuvo presente en la edición del periódico "Farabundo Martí", de 1981 hasta el fin de la guerra.

### Durante la guerra civil
En 1979, la organización inició conversaciones con otros grupos armados de izquierda para lograr la unificación de las fuerzas revolucionarias. Estas negociaciones se concretaron con la fundación del FMLN, el 10 de octubre de 1980.
Durante la guerra civil, las FPL mantuvieron sus principales bases en las áreas rurales de los departamentos de Chalatenango, Cabañas, Usulután y San Vicente. En abril de 1983 la organización afrontó una grave crisis interna al ser asesinada en Managua, Nicaragua, Mélida Anaya Montes (Comandante Ana María). El secretario general y líder de la organización, Salvador Cayetano Carpio (Comandante Marcial), fue acusado sin pruebas de haber ordenado este crimen y, antes de que las investigaciones continuaran, supuestamente se suicidó. Tras los acontecimientos de abril de 1983, el Comandante Leonel González (Salvador Sánchez Cerén) fue elegido como nuevo secretario general de la organización. En abril de 1983, el FPL lanzó un comunicado por la muerte del Comandante Marcial y la Comandante Ana María, llamándolas un duro golpe para los insurgentes en El Salvador.
En abril de 1985, fue capturado por fuerzas del ejército, el comandante Miguel Castellanos, siendo trasladado a instalaciones militares. Meses después, el líder guerrillero desertó del FPL, y comenzó su carrera como analista político, criticando la insistencia por la lucha armada por parte de la guerrilla salvadoreña.

### Atentados más relevantes
Las FPL realizaron operaciones de secuestro de varios agentes de seguridad, políticos y empresarios durante su etapa de lucha armada. Uno de los primeros secuestros mediáticos del grupo, fue el 11 de febrero de 1971 cuando fue secuestrado y posteriormente asesinado el joven multimillonario Ernesto Regalado Dueñas. No fue hasta 1976 cuando el FPL se adjudicó el ataque en una etapa muy temprana de la guerrilla, llamándose en ese momento simplemente "El Grupo".No hay certeza que ninguna persona que operó desde esa agrupación fuese militante de las FPL.
El entonces Ministro de Relaciones Exteriores de El Salvador, Mauricio Borgonovo Polh fue secuestrado 19 de abril de 1977 en la capital salvadoreña, encontrando su cuerpo 22 días después en Santa Tecla, La Libertad.
El 28 de noviembre  de 1979 es secuestrado el embajador de Sudáfrica en El Salvador, el señor Archibald Gardner Dunn, siendo raptado del Edificio Panamericano. No fue hasta el 8 de octubre de 1980, cuando las FPL clamó responsabilidad del asesinato del mandatario, pero nunca entregaron su cuerpo.
El 9 de junio de 1989, el Dr. José Antonio Rodríguez Porth (quien tenía cerca de una semana de haber sido nombrado como ministro), se dirigía a abordar su vehículo, cuando fue atacado por varios hombres vestidos como guerrilleros y armados con fusiles AK-47. Junto a él fueron asesinados también su guardaespaldas, Benjamín Pérez, y su chofer, Juan Gilberto Clará Carranza, trasladándolo inmediatamente al Hospital Zaldívar, donde falleció minutos más tarde, víctima de los tres balazos que lo impactaron en el ataque. Algunos medios lo señalan de ser un ataque de falsa bandera.

## La Matanza del frente paracentral
Es considerado como la mayor matanza realizada durante la guerra civil, y no fue realizada por militares; si no por el alto mando de las FPL, realizado por el comandante Mayo Sibrián y con el apoyo del comandante Leonel González (Salvador Sánchez Cerén) desde el periodo de 1986 hasta el año 1991.
El frente paracentral de la guerrilla del FMLN, lo conformaban parcialmente los departamentos de La Paz, Usulután y principalmente el departamento de San Vicente (Volcán de San Vicente y los cerros de San Pedro) en El Salvador, sirviendo de puente entre el frente central y el frente oriental durante la guerra civil salvadoreña. 
En el año 1986 el comandante a cargo del frente paracentral Pablo Parada Andino (Comandante Goyo) fue transferido al departamento de Chalatenango, y la cúpula de las FPL le pidió transferir el mando militar al comandante Mayo Sibrián, un sujeto disciplinado pero con un temperamento muy fuerte. Al recibir el frente Mayo empezó a analizar el entorno, en ese momento el cansancio de guerra en las filas era evidente, casos de indisciplina, deserción y baja moral combativa se encontraba presente en todos los frentes de la guerra. Las condiciones de los guerrilleros eran muy duras, cuando al comandante mayo le empezaron a salir operaciones fallidas, junto a los bombardeos aéreos y de artillería de las fuerzas armadas eran más precisos; el comandante Mayo tenía una obsesión irracional y especulativa sin fundamentos de que las autoridades salvadoreñas habían infiltrando a la guerrilla.
Esta obsesión era producto de un suceso en el cual fue arrestado en 1984 en Mejicanos, por miembros de la Policía Nacional donde fue torturado e interrogado y se asombro el nivel de información que tenía la inteligencia policial, a tal grado que cuando fue liberado en un intercambio de rehenes, empezó a leer libros de historias sobre la CIA y novelas de ficción de espionaje, llegando incluso a recomendar libros a sus colegas.
Durante la guerra, su trastorno y desconfianza lo llevó a cometer asesinatos selectivos de colaboradores y combatientes, y con el pasar de los meses empezó incluso a exterminar unidades y pelotones completos. Organizaciones como el ERP y el PRTC presionaron a Sánchez Cerén para aclarar los hechos y detener las matanzas. En 1987 se le pide al comandante Goyo regresar al frente paracentral a realizar una investigación profunda, entrevistaron a todos los mandos, combatientes y colaboradores. También, solicitó reportes y explicación por las matanzas realizadas al comandante Mayo. El resultado fue dantesco, cientos de personas inclusive mujeres habían sido torturadas, ahorcadas, degolladas y asfixiadas por Mayo y su equipo por razones sin fundamento, incluso pelotones enteros. El comandante Goyo consternado regreso a Chalatenango e informo su investigación al jefe de las FPL el comandante Leonel (Salvador Sánchez Cerén). Cuando terminó de explicarle los macabros hechos sucedidos y pidió enjuiciar a los responsables, Leonel le respondió de manera fría: ¨Mayo es uno de los fundadores del grupo y es mi amigo, y esta investigación quedara a discreción¨. Siendo ellos cómplices aprobando todo lo que realizaba Mayo a esa fecha de finales de 1987 las personas exterminadas hasta el momento eran más de 700 miembros y colaboradores. Durante los siguientes años el frente paracentral se fue reduciendo drásticamente y el número de asesinados fue incrementándose hasta sobrepasar más de 1,000 personas, entre ellos mujeres, comandantes, campesinos, estudiantes, colaboradores, etc. Al final de la guerra el frente paracentral quedó reducido a 12 miembros.         

## Acuerdos de Chapultepec
Luego de los Acuerdos de Paz de Chapultepec, las FPL desmovilizaron su aparato militar. El 9 de diciembre de 1995 la organización disolvió por completo su estructura interna y se incorporó plenamente al FMLN. Para ello, la organización creó una Comisión de Activos, la cual tenía por objetivo finiquitar todos los bienes de los cuales se había hecho las FPL a lo largo de su historia. Concluido este proceso, la Comisión de Activos dio por finalizadas sus funciones. Posteriormente, en 2004, se dio paso a la erección de una fundación que trabajara en aras del desarrolló local en los municipios que fueron más duramente golpeados por la guerra civil; la reinserción de los veteranos de guerra que pertenecieron a las FPL en la sociedad salvadoreña; y el rescate, resguardo y difusión de la memoria e historia de la Guerra Civil Salvadoreña, en especial de las FPL.
La institución se erigió legalmente en febrero de 2006 publicando sus estatutos en el Diario Oficial de El Salvador con el nombre de "Fundación 1° de Abril" (abreviado Fundabril) (en conmemoración de la fecha de fundación de las FPL). Esta institución se ha dedicado prácticamente al rescate, resguardo y difusión de la memoria. Prueba de ello es el archivo documental que esta resguarda, documentación heredada de las FPL durante la guerra y el archivo del Centro de Estudios para la Paz (CEPAZ), el cual está disponible para la consulta de investigadores; esta institución también posee una videoteca de cintas filmadas durante los combates de la guerra civil y el proceso de negociaciones a finales de esta. La Fundabril también cuenta con una sala de exposiciones que muestra la historia de la "Radio Farabundo Martí". Una radio clandestina creada por las FPL la cual tenía por objetivo informar a la población sobre las acciones realizadas por la insurgencia durante la guerra. Todo esto se encuentra albergado en la 27.ª calle poniente, # 533 de la Colonia Layco de San Salvador, última sede de la "Radio Farabundo Martí" cuando esta fue legalizada después de los Acuerdos de Paz de Chapultepec en 1992 y que pasó a ser reconocida como la "Doble FF", antes de su desaparición definitiva.
Durante la década de los 2000 algunos miembros del FPL lanzaron comunicados opinando sobre la situación política y social en El Salvador después de los acuerdos de Chapultepec.